# Bahnhof Emmen
Der Bahnhof Emmen ist ein Bahnhof im niederländischen Ort Emmen, der am 1. November 1905 eröffnet wurde.
Der Bahnhof liegt im Nordosten des Zentrums am Ende der heutigen Bahnstrecke Zwolle–Emmen. Früher ging die Strecke von Emmen weiter über Stadskanaal und Zuidbroek nach Delfzijl. 1987 wurde die Strecke elektrifiziert.
1965 wurde das ursprüngliche Empfangsgebäude abgerissen und im selben Jahr durch ein neues Gebäude ersetzt. Das Vorhaben, den Bahnhof weiter in Richtung des Stadtzentrums zu verlegen, wurde nicht umgesetzt. Seit dem 4. Juli 2005 gibt es im Bahnhof keinen Fahrkartenschalter mehr. Das Bahnhofsrestaurant blieb allerdings zunächst geöffnet. Im Juli 2008 wurde es durch einen Kiosk ersetzt.
Von Emmen verkehren Schnell- und Nahverkehrszüge nach Zwolle, seit 9. Dezember 2012 betrieben durch Arriva. Am Bahnhof befindet sich auch ein Busbahnhof, an dem Stadt-, Regional- und Fernbuslinien halten.

## Streckenverbindungen
Folgende Linien halten im Jahresfahrplan 2023 am Bahnhof Emmen:
| Zugtyp             | Linienverlauf                | Frequenz                                 |
| ------------------ | ---------------------------- | ---------------------------------------- |
| Sneltrein (Arriva) | Zwolle – Mariënberg – Emmen  | stündlich (Blauwnet)                     |
| Sneltrein (Arriva) | Zwolle – Coevorden (– Emmen) | halbstündlich (Blauwnet; nur in der HVZ) |
| Stoptrein (Arriva) | Zwolle – Mariënberg – Emmen  | stündlich (Blauwnet)                     |